# Mitografia
La mitografia, dal greco μυθογραφία - mythografia, "scrittura dei miti" (composto di μύθος - mythos, "narrazione" e γράφω - graphō, "scrivere"), è la sistematizzazione erudita e filologico-razionalizzante, non poetica, dei miti.

## Origini
Il mitografo è, in effetti, colui che descrive e sistematizza, anche in modo rudimentale, i racconti mitici realizzando la stessa opera di rilettura ed evoluzione che effettua l'agiografo nei confronti della storia e delle biografie, agendo sul piano delle leggende e dei miti antichi.

La tradizione mitografica ha origini antiche, già nel VII secolo a.C. con la Teogonia di Esiodo, che si ricollega alla tradizione catalogica e fornisce una sistemazione del patrimonio mitologico per gli autori successivi; in età classica, il genere conosce uno sviluppo legato alla necessità di conoscere e glorificare soprattutto le leggende degli Ioni, prima con Ecateo di Mileto, poi con i Greci continentali Acusilao e Ferecide di Atene.

## Sviluppo
Il genere conosce un grande sviluppo in età ellenistica, per esempio con il "romanzo" mitologico-politico di Evemero, dopo il quale si afferma, almeno a quanto si può desumere dai frammenti rimasti degli autori di quest'epoca, una tendenza non solo razionalizzante o semplicemente sistematica: la scrittura del mito diventa anche un modo per costituire un serbatoio di storie cui attingere da parte dei poeti, come per i racconti tematici di Partenio di Nicea in età augustea o quelli di metamorfosi di Antonino Liberale in età imperiale, o ancora, una "palestra" per spiegare in modo razionale un mito, cercando di storicizzarlo pienamente, come avverrà, ad esempio, nelle Vite plutarchee di Teseo e Romolo.

Infine, proprio per questo, la mitografia si riduce a sistematizzazione a scopo erudito con la Biblioteca dello Pseudo-Apollodoro: in realtà, questa tendenza era visibile già nel Περὶ ϑεῶν di Apollodoro di Atene, che della Biblioteca e di altri testi consimili funse da modello strutturale ed espositivo. Di questa tipologia erudita, in effetti, si trovano esempi nella letteratura latina di età imperiale, con Igino e Fulgenzio e in quella medievale, soprattutto con la Biblioteca di Fozio che, pur non essendo mitografia in senso stretto, conserva testimonianze delle evoluzioni del genere.

### Edizioni critiche
- A. Westermann, Μυϑογράϕα, scriptores poeticae historiae Graeci, Brunswick 1843.
- Mythographi Graeci, I (Lipsia 1894), II, 1 (1897), III, 11 (1902) ad opera di vari editori.
- Mythographi Latini, a cura di Th. Muncker, Amsterdam 1681.

### Studi
- E. Pellizer, La mitografia, in Lo spazio letterario della Grecia antica, a cura di G. Cambiano, L. Canfora e D. Lanza, Roma, Salerno Editrice, 1993, vol. II, pp. 283–303.
- L. Coupe, Il mito. Teorie e storie, Roma, Donzelli, 2005.

### Traduzioni e commenti
- Partenio di Nicea, Amori infelici. Alle radici del romanzo, a cura di G. Schilardi, Lecce, Argo, 1993.
- Apollodoro, I miti greci, a cura di P. Scarpi, Milano, Mondadori-Valla, 1996.
- Antonino Liberale, Metamorfosi, a cura di G. Mordenti, Imola, La Mandragora Editrice, 1998.
- Igino, Miti, a cura di G. Guidorizzi, Milano, Adelphi, 2000.
- Palefato, Storie incredibili, a cura di A. Santoni, Pisa, ETS, 2001.